# Makokwe
Makokwe is een dorp in het district Southern in Botswana. De plaats telt 137 inwoners (2011).